# Medaille "Brandweer Nederland"
De Medaille "Brandweer Nederland" werd in 1973 ingesteld om bij jubilea, pensionering of een buitenlands bezoek uitgereikt te worden.Er zijn vier uitvoeringen van de medaille bekend.
De oude medaille
De voorzijde vertoont het logo van de  Nederlandse Brandweer. Men ziet een helderrood geëmailleerd schild met daarop een vergulde naar links wijzende brandweerhelm. Het schild op vlammen aan weerszijden,zeven boven het schild uitstekende brandweerbijlen en twee brandspuiten. Rond de afbeelding is een omschrift met de woorden "BRANDWEER"  en "NEDERLAND".
De achterzijde is vlak en kan worden voorzien van een inscriptie.
Er zijn twee uitvoeringen van de medaille bekend; er is een grote legpenning van vijf centimeter doorsnee zonder lint en er is een medaille van drie en een halve centimeter doorsnee die aan een groen-rood-groen lint wordt gedragen.
De vormgeving is voor legpenning en draagmedaille is verder gelijk.Tot 1980 waren het lint en ook de baton uitgevoerd in de kleuren van de Nederlandse vlag.
De nieuwe medaille

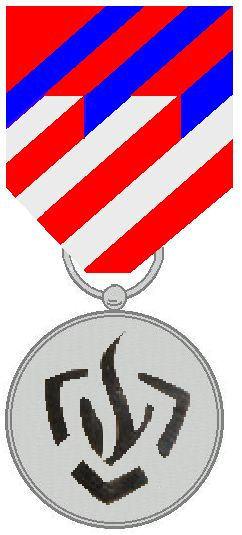
De nieuwe medaille aan het draaglint

De nieuwe medaille is van zilver en draagt het moderne zwarte logo van de "De Nederlandse Vereniging voor Brandweerzorg & Rampenbestrijding" dat uit drie vlammen op een gestileerd schild bestaat. Het lint is rood, wit en blauw en de kleuren zijn in  haaks op elkaar staande banen aangebracht, gelijk aan de BZK-striping. Ook van deze medaille bestaat een legpenning.
Literatuur
- Ing. P.G. Doolaard, "De Commissie Brandweeronderscheidingen van de KNBV en de NVBC", 1993

Externe link
- Afbeelding van de oude medaille op
- Afbeelding van de nieuwe medaille op

Museummedaille ·
Erepenning ·
Medaille van de Maatschappij tot Redding van Drenkelingen ·
Doggersbank-medaille ·
Broeder van de Orde van de Nederlandse Leeuw ·
Antwerpsche Medaille 1832 ·
Onderscheidingsteken voor Langdurige, Eerlijke en Trouwe Dienst ·
Eremedaille voor Kunst en Wetenschap ·
Eremedaille voor Voortvarendheid en Vernuft ·
De Ruyter-medaille ·
Regeringsmedaille ·
Medaille van het Carnegie Heldenfonds ·
Medaille van Verdienste van het Nederlandse Rode Kruis ·
Medaille voor trouwe dienst van het Nederlandse Rode Kruis ·
Erkentelijkheidsmedaille 1940-1945 ·
Inhuldigingsmedaille 1948 ·
Herinneringsmedaille Luchtbescherming 1940-1945 ·
Medaille van de Noord- en Zuid-Hollandsche Redding Maatschappij ·
Zilveren Anjer · 
Cultuurfonds Onderscheiding · 
Vrijwilligersmedaille Openbare Orde en Veiligheid ·
Vaardigheidsmedaille van de Nederlandse Sport Federatie ·
Inhuldigingsmedaille 1980 ·
Herinneringsmedaille VN-Vredesoperaties ·
Herinneringsmedaille Multinationale Vredesoperaties ·
Herinneringsmedaille Internationale Missies ·
Huwelijksmedaille 2002 ·
Herinneringsmedaille Buitenlandse Bezoeken ·
Marinemedaille ·
Landmachtmedaille ·
Marechausseemedaille ·
Luchtmachtmedaille
Zie ook: Ridderorden en onderscheidingen in Nederland